# حاکمان اولیه کاسی
حاکمان اولیهٔ کاسی نامی است که به هشت یا احتمالاً نه پادشاه اول کاسی بابل و آشور داده می‌شود. دوران حاکمان اولیهٔ کاسی بابل و سلسلهٔ کاسی بابل جمعاً ۵۷۶ سال و ۹ ماه (۳۶ پادشاه) بود که در میان تمام دودمان‌های حاکم بر بابل، بیشترین مدت را داشتند.

## لیست پادشاهان
دوران حاکمان اولیهٔ کاسی با سوابق‌تاریخی اندکی باقی‌مانده‌است. منابع اصلی، نشان دهندهٔ لیست پادشاهان آ است، که فقط شش پادشاه اول را نشان می‌دهد؛ و فهرست پادشاهان همزمان آشوری که نام آنها نامشخص است و بعد از برینکمن مقایسه می‌شود.
| # | لیست پادشاهان آ      | لیست پادشاهان همگام‌سازی شده | پادشاهان مطرح‌شده                | دوران   |
| - | -------------------- | --------------------------- | ------------------------------- | ------- |
| ۱ | گان‌داش               | گا                          | گانداش                          | ۲۶ سال  |
| ۲ | آ-گو-ئوم-ییگی-آ-شو   | آ-گو-ئوم-ییگی-شو            | آگوم ماهرو (یکم)                | ۲۲ سال  |
| ۳ | کاش-تیل-ییا-شی       | کاش-تیل-شو                  | کاشتیلی‌ئاشو یکم                 | ۲۲ سال  |
| ۴ | شی-آ-شو              | آ-بی-را-تاش                 | آبی راتاش                       | نامعلوم |
| ۵ | آ-بی-رات-تاش         | کاش-تیل-آ-شو                | کاشتیلی‌ئاشو یکم (دوباره) یا دوم | نامعلوم |
| ۶ | اور-زی-او-(گورو)-ماش | او-زیگ-اور-او-ما-آش         | اور زیگوروماش                   | نامعلوم |
| ۷ |                      | هار-با                      | هاربا شیپک/شیهو، هوربازوم       | نامعلوم |
| ۸ |                      | ییب                         | تیپتکزی، شیپتائولزی             | نامعلوم |
| ۹ |                      |                             | کاک‌ریمه = آگوم دوم              | نامعلوم |

جایگاه دهم فهرست پادشاهان همزمان در اختیار بورنا بوریئاش یکم است.